# Trapecio amazónico
El Trapecio amazónico o Trapecio de Leticia es un corredor geográfico localizado en el extremo sur del departamento del Amazonas perteneciente a la República de Colombia, el cual constituye la parte más austral del país y le permite tener riberas sobre el río Amazonas. En este extremo del departamento, que se extiende como una península entre el Brasil y el Perú

## Localización
El Departamento del Amazonas se divide en dos partes importantes: el Trapecio Amazónico que se desprende de un territorio al norte más vasto. El Trapecio Amazónico se ubica entre el río Putumayo al norte y el Amazonas al sur y entre la frontera con Brasil al este y la frontera con Perú al oeste. Se conforma así una franja trapezoidal de cerca de 50 km en el Putumayo y 100 km en el Amazonas y 150 km de longitud entre ambos ríos. La forma trapezoidal le da el nombre a este brazo geográfico colombiano.

## Parque natural nacional
El Trapecio Amazónico es además espacio del parque nacional natural Amacayacu con una gran riqueza en fauna y flora y uno de los principales objetivos del ecoturismo nacional e internacional.

## Poblaciones
En el trapecio se encuentran las poblaciones colombianas de Leticia (capital del departamento de Amazonas) y Puerto Nariño, ambas a orillas del río Amazonas, y Tarapacá a orillas del río Putumayo. Existen también asentamientos indígenas protegidos en los resguardos.